# Cephalon (Anatomie)

Cephalon bei einem Trilobiten

Als Cephalon (von altgr. κεφαλή Kopf, deutsche Bezeichnung: Kopfschild oder Kopfabschnitt) bezeichnet man das erste Tagma vieler Krebse und Trilobiten. 
Bei den Trilobiten befinden sich auf der Oberseite die Facettenaugen, die festen Wangen (Fixigena), die freien Wangen (Librigena), der Saum inklusive der Dublüren (die Spitzen des Saums nach hinten) sowie die sogenannte Glabella, das den Ausläufer der Spindel (Axiallobus) auf dem Kopfschild darstellt. Auf der Unterseite befinden sich die Rostralplatte und das Hypostom, das vermutlich zum Mundapparat gehörte.

Oberseite des Cephalons bei Trilobiten
Unterseite des Cephalons bei Trilobiten